# Нералич, Милан
Милан Нералич (хорв. Milan Neralić; также известен как Михаэль Нералич (нем. Michael Neralić); 26 февраля 1875, Слунь, Австро-Венгрия, — 17 февраля 1918, Винер-Нойштадт, Австро-Венгрия) — австрийский фехтовальщик хорватского происхождения, бронзовый призёр летних Олимпийских игр 1900.

## Биография
В 1892 году, после окончания школы в Петринье, был призван в армию и направлен на службу в Карловац. В 1895 году был направлен на учебу в императорский и королевский институт по подготовке преподавателей физкультуры и фехтования в Винер-Нойштадте, который закончил в 1898 году с дипломом преподавателя фехтования первого класса. Также окончил Терезианскую военную академию и имел чин обер-лейтенанта императорской и королевской армии.
В 1900—1908 годах возглавлял отделение фехтования института, отдавая этому делу все свои знания и умение. Самым успешным учеником Нералича был Рихард Фердербер, завоевавший на Олимпийских играх 1912 года в Стокгольме серебро в командных соревнованиях по сабле и бронзу в соревнованиях по рапире.
На летних Олимпийских играх 1900 года в Париже Нералич выступил за сборную Австрии и выиграл бронзовую медаль в соревнованиях по сабле среди маэстро, уступив лишь итальянцу Итало Сантелли, победившему его в полуфинале. Он стал первым хорватом, участвовавшим в Олимпийских играх.
В 1908—1914 годах преподавал в Берлине, и в 1914 году выпустил руководство по фехтованию. В 1914—1917 годах вновь возглавил отделение фехтования института в Винер-Нойштадте, параллельно преподавая в институте лыжный спорт.
Умер в Винер-Нойштадте 17 февраля 1918 года.
Считается одним из лучших фехтовальщиков как Австрии, так и Хорватии, а также одним из первых успешных хорватских спортсменов.